# 柯克斯維爾 (密蘇里州)
柯克斯維爾（英語：Kirksville）是位於美國密蘇里州亞代爾縣的城市。同時該地也是亞代爾縣的縣治。

## 人口
根據2020年美國人口普查的數據，柯克斯維爾的面積為37.36平方千米，當中陸地面積為37.26平方千米，而水域面積為0.10平方千米。當地共有人口17530人，而人口密度為每平方千米469人。